# Taourirt (Marokko)
Taourirt (Berbers: ⵜⴰⵡⵔⵉⵔⵜ) is een stad gelegen aan de voet van het Rifgebergte in het noordoosten van Marokko. De naam van de stad betekent 'heuvel' in het Berbers.

## Transport-knooppunt
Als knooppunt van wegen en gelegen aan de hoofd-Oost-West-spoorlijn heeft de stad een economische impuls gekregen. De afsplitsing van de Oost-West-spoorlijn naar Nador werd in 2009 in gebruik genomen. Het traject van de spoorlijn loopt grotendeels naast de bestaande bergpas en vanaf de weg was het bouwproject goed te volgen.
Ook de autosnelweg van Rabat naar Oujda loopt via Taourirt, netzoals de bestaande route nationale N6. De route national N19 naar Nador en Melilla splitst zich vlak bij Taourirt af van de bestaande N6 (en de toekomstige snelweg).

### Station van Taourirt
Hetzelfde geldt voor het spoor: bij Taourirt is de aftakking naar Nador en de stad is het overstapstation voor 50% van de treinen van en naar Nador. Hoewel de trein richting Nador eerst stopt in Taourirt is de afsplitsing feitelijk voor de stad (voor verkeer komend uit Fez: treinen uit de richting Oujda rijden altijd naar Fez en verder: die splitsen niet richting Nador). Treinen van/naar Nador wijzigen in Taourirt van rijrichting: de (diesel)locomotief wordt losgekoppeld, via een naastgelegen spoor naar het andere uiteinde van de trein gereden en opnieuw vastgekoppeld.

## Marktplaats
De stad is niet alleen een belangrijk verkeersknooppunt maar vormt ook een regionale marktplaats: inwoners van de dorpen in het Rifgebergte gaan naar Taourirt voor de markt, ofwel om goederen te kopen of om zelf handel te drijven.

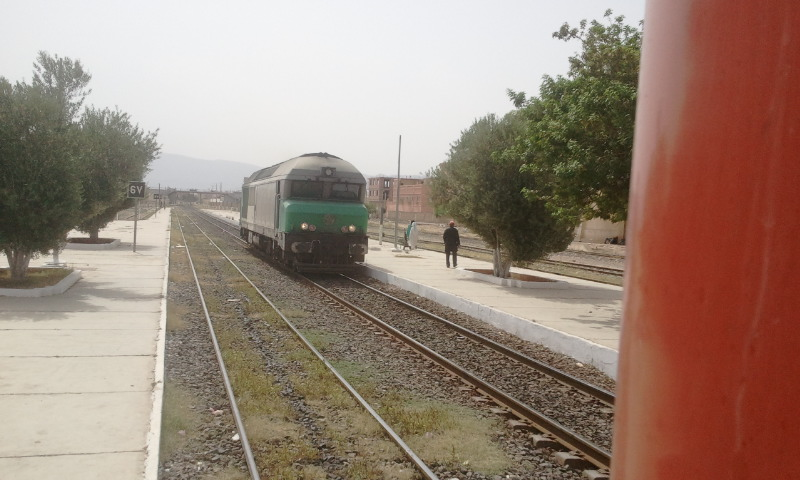
Wijzigen rijrichting: loc verhuist naar ander uiteinde van de trein

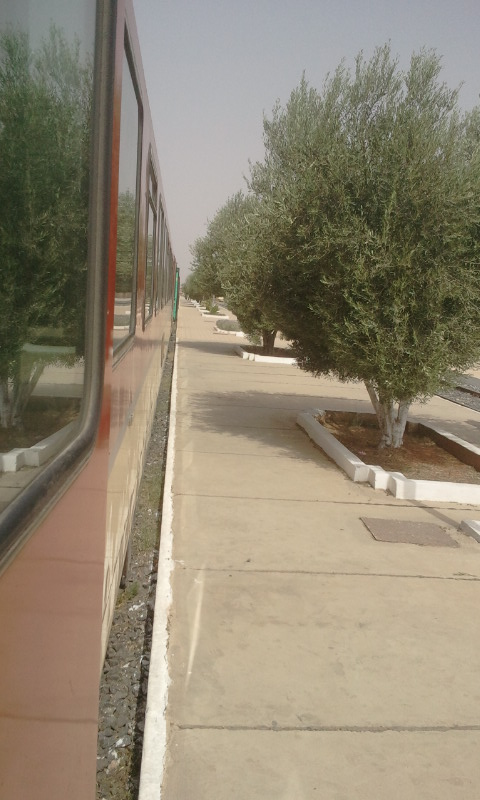
Trein Nador-Fez op station Taourirt wachtend op veranderen rijrichting